# La Seconde Femme
Pour plus de détails, voir Fiche technique et Distribution.
La Seconde Femme (The Other Wife) est un téléfilm américain de 2016, réalisé par Nick Lyon.

## Synopsis
L’existence tranquille de Kate, jusque-là épouse heureuse, est soudainement ébranlée après la découverte que son mari a en fait une seconde vie, dont elle ignorait complètement l’existence. Mais la femme devra également faire face à un autre piège, représenté par un criminel sur la piste d’une grosse somme d’argent, que son compagnon infidèle aurait caché quelque part. Et Kate se retrouve elle-même dans la ligne de mire.

## Distribution
- Kimberley Hews : Kate Jennings
- Tonya Kay : Deb Stanton
- Lisa Goodman : Irene
- George Stumpf : Billy Jennings[2]
- Christine Sclafani : Suzanne
- Nick Principe : Ed Warwick
- Molly Berg : Dr. Duris
- Doug Burch : Dr. Weber
- Kiki del Vecchio : Amber Parker
- Mark Grossman : Jay
- Haurjie Gunn : Luke
- Clint Jung : Craig Addison
- Candice Bolek : Réceptionniste
- Melanie Martin : Infirmière #1
- Sophia Thomas : Facteur
- James Adam Tucker : Détective Samuels
- Phillip E. Walker : Mr. Moore
- Steve Jacques : Officier de police #1[3]

## Réception critique
Le film a obtenu le score d’audience de 20% sur Rotten Tomatoes